# Francisco Pascual Obama Asue

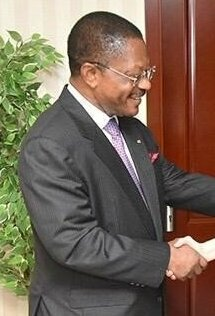
Francisco Pascual Obama Asue

Francisco Pascual Eyugue Obama Asue ist ein äquatorialguineischer Politiker der Partido Democrático de Guinea Ecuatorial (PDGE).

## Leben
Obama Asue wurde 1996 von Premierminister Ángel Serafín Seriche Dougan zum Minister für Jugend und Sport (Ministro de Juventud y Deportes) in dessen Kabinett berufen. Im Rahmen einer Kabinettsumbildung übernahm er 1998 das Amt des Ministers für öffentliche Arbeiten und urbane Angelegenheiten (Ministro de Obras Públicas y Urbanismo), das er bis 1999 innehatte.
Am 23. Juni 2016 wurde er Nachfolger von Vicente Ehate Tomi als Premierminister (Primer Ministro del Gobierno) und übernahm zugleich die Zuständigkeit für die Koordination der Verwaltung. Sein Kabinett besteht neben drei Vize-Premierministern aus 31 Ministern, 22 Beigeordneten Ministern und Vizeministern sowie weiteren 23 Staatssekretären.